# Mathilde Wurm

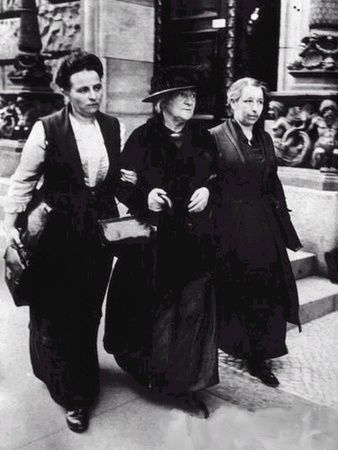
Mathilde Wurm (rechts) zusammen mit Lore Agnes (links) und Clara Zetkin (Mitte) vor dem Reichstag in Berlin (1919)

Mathilde Sara Wurm (geborene Adler; * 30. September 1874 in Frankfurt am Main; † 1. April 1935 in London, England) war eine deutsche Sozialarbeiterin und Politikerin (SPD, USPD).

## Leben und Wirken

### Herkunft und Sozialtätigkeiten
Mathilde Adler stammte aus einer religiösen jüdischen Familie.  In ihrer Jugend besuchte sie eine Höhere Mädchenschule in Frankfurt am Main. Seit 1896 arbeitete sie als Sozialfürsorgerin in Berlin.
Dort schloss sie sich der Sozialdemokratischen Partei Deutschlands (SPD) an. Dabei lernte sie den sozialdemokratischen Journalisten Emanuel Wurm kennen, der später ihr Ehemann wurde.
Mathilde Wurm unterhielt enge Kontakte zu Rosa Luxemburg und Clara Zetkin und wurde dem linken Flügel der Partei zugerechnet, sie trat radikaler als ihr Gatte auf.
Als Sozialarbeiterin galt ihre besondere Anstrengung der Lehrstellenvermittlung und Berufsberatung von jungen Mädchen. In dieser Eigenschaft war sie Mitbegründerin der ersten Lehrstellenvermittlung und Beratung für schulentlassene junge Mädchen. Von 1903 bis 1904 war sie Leiterin der weiblichen Abteilung des Zentralvereins für Arbeitsnachweis zu Berlin.

### Abgeordnete 1917–1933

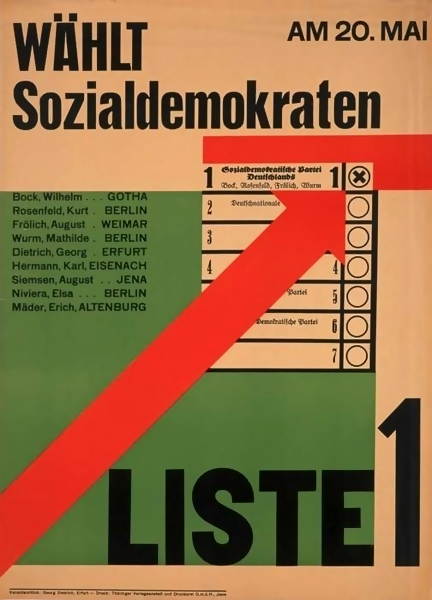
Wahlplakat der SPD 1928, für Wilhelm Bock, Kurt Rosenfeld, August Frölich, Mathilde Wurm, Georg Dietrich, Karl Hermann, August Siemsen, Elsa Niviera, Erich Mäder

Um 1916  schloss sich Mathilde Wurm der neuen Unabhängigen Sozialdemokratischen Partei Deutschlands (USPD) an. Für diese war sie agitatorisch und schriftstellerisch tätig. 1917 wurde sie Bürgerdeputierte in Berlin und von 1919 bis 1921 Stadtverordnete für die USPD. 1920 wurde sie außerdem Mitglied des Reichstags für den Wahlkreis 13 (Thüringen).
1922  kehrte Mathilde Wurm nach der Auflösung der USPD zur SPD zurück und gehörte seitdem zu deren Reichstagsfraktion.  Dort trat sie vor allem als Expertin für Ernährungsfragen auf. Mathilde Wurm blieb auch nach den nächsten Wahlen im Reichstag. Seit 1928 war sie dort als konfessionslos eingetragen. Im März 1933 stimmte sie gegen das neue nationalsozialistische Ermächtigungsgesetz.
Mathilde Wurm schrieb auch für die sozialdemokratischen Zeitschriften Die Kämpferin und Die Gleichheit (1922–1923).

### Exil und Tod
Ende 1933 zog Mathilde Wurm ins Exil nach England.
Am 1. April 1935 starb sie dort auf ungeklärte Weise mit ihrer Parteifreundin Dora Fabian. Angeblich handelte es sich um einen doppelten Suizid. Ihre Biographin Charmian Brinson stellte jedoch später fest, dass es „keinerlei Anzeichen [gibt], die auf einen möglichen Selbstmord hindeuten“.

## Ehrungen

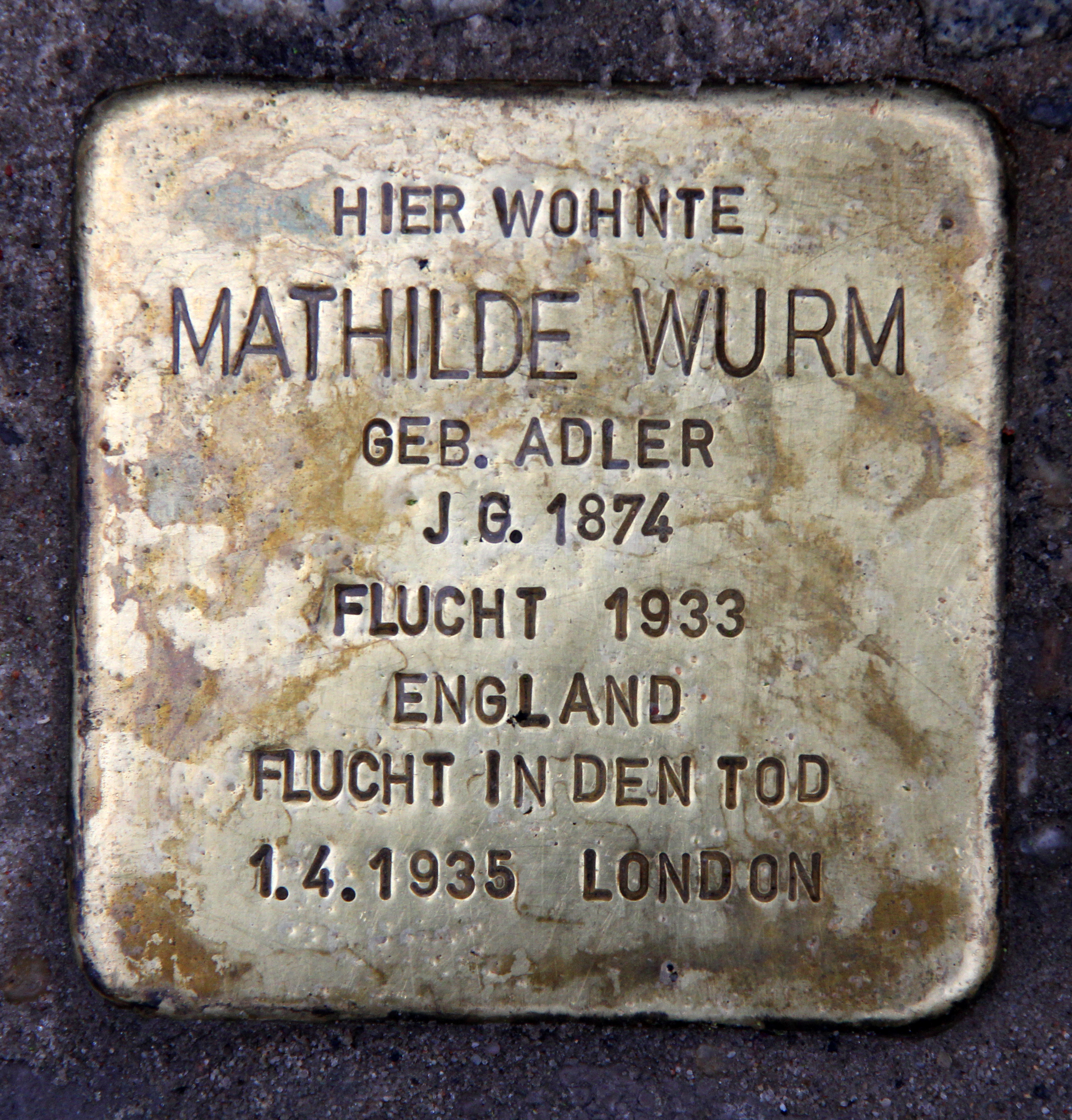
Stolperstein, Genthiner Straße 41, in Berlin-Tiergarten

In Bad Salzungen in Thüringen gibt es eine Mathilde-Wurm-Straße. Früher gab es auch eine solche in Gera.
In der Genthiner Straße 41 in Berlin-Tiergarten wurde ein Stolperstein zu ihrem Gedenken verlegt.

## Schriften
- Welchen Beruf Soll Ich Wählen? 1902.
- Die Frauen und der Preußische Landtag. 1913.
- Frauenwerksarbeit. 1919.
- Reichstag und Frauenrechte. 1924.